# Эмануэль, Фрэнк Льюис
Фрэнк Льюис Эмануэль (англ. Frank Lewis Emanuel; 15 сентября 1865, Лондон — 7 мая 1948, Лондон) — английский художник.
Окончил Школу искусств Слейда в составе Университетского колледжа Лондона, ученик Альфонса Легро. Затем занимался в парижской Академии Жюлиана под руководством Вильяма Бугро и Тони Робера-Флёри.
Выставлялся в Королевской академии художеств с 1886 года, затем в противостоявшем ей Новом английском художественном клубе. Участвовал в различных коллективных выставках в Англии, Австралии, США, Германии, Нидерландах, Японии. Выпустил книги «Пейзажисты Монмартра» (англ. The Illustrators of Montmartre; 1903) и пособие «Гравюра и гравюры» (англ. Etching and Etchings; 1930). Преподавал в Школе искусств Слейда, затем в 1918—1930 гг. в Центральном колледже искусств и ремёсел (ныне Центральный колледж искусства и дизайна имени Святого Мартина).
Противостоял модернистским течениям в живописи. Много работал с рисунками и картинами, изображающими элементы архитектуры, печатался в этом качестве (а также как критик) в журнале Architectural Review.